# Leif Ingdahl
Leif Ingdahl är en svensk mångsysslare. Han har en musikkarriär bakom sig då han har spelat med en rad kända artister och uppträtt i Melodifestivalen och medverkat i TV-programmet Jacobs stege. Han har spelat bandy på elitnivå och är verksam som ledare för AIK Bandy Ungdom. Han har också varit rallyförare och arbetar numera även med husvagnar.